# Метью Катуріма М'ітірі
Метью Катуріма М'ітірі (Matthew Kathurima M'Ithiri) — кенійський дипломат. Надзвичайний і Повноважний Посол Кенії в Україні за сумісництвом (2004—2005).

## Життєпис
У 1976 році отримав диплом бакалавра в Університеті Найробі. 
З 11 листопада 1976 року працював в районній адміністрації міста Кіамбу (столичний регіон Найробі), з 20 січня 1978 — в районній адміністрації в місті Ньєрі (Центральна провінція).
У 1995—1998 рр. — працює в Посольстві Кенії в США.
З 19 вересня 1998 по грудень 2002 рр. — Надзвичайний і Повноважний Посол Кенії в Китаї та за сумісництвом в КНДР.
З 13 жовтня 2003 по 2005 рр. — Надзвичайний і Повноважний Посол Кенії в Росії,, за сумісництвом акредитований в Україні, Республіка Білорусь і Республіка Казахстан.
З 21 жовтня 2004 по 2005 рр. — Надзвичайний і Повноважний Посол Кенії в Україні за сумісництвом, вручив вірчі грамоти Президенту України Леоніду Кучмі.
Пішов з життя після нетривалої хвроби 7 травня 2014 року в університетській лікарні Ага-хан (Найробі)..

## Нагороди та відзнаки
- Орден «The Second Class: Elder of the Burning Spear» (2008)[9]